# とまどいながら
『とまどいながら』は、日本の男性アイドルグループ・嵐の通算10枚目となるシングル。2003年2月13日にジェイ・ストームから発売された。

## 概要
嵐のシングル表題曲が全て平仮名表記なのは、この曲が初めてである。前作に続き今作も木曜日に発売された。
日本レコード協会では、収録曲の多さからアルバムとして扱われている。キャッチコピーは、「今、伝えたいことがある。"I wanna stay just w/u"」これは、カップリング曲「君がいいんだ」の歌詞（櫻井翔のラップ部分）に含まれるフレーズ"I wanna stay just w/z u"を流用している。
今作も初回限定盤・通常盤にシークレットトークが収録されている。表題曲はメンバーの櫻井が主演を務めた日本テレビ系土曜ドラマ『よい子の味方 〜新米保育士物語〜』の主題歌。ドラマのエンディングではCD音源の歌割りとは異なった音源が放送されていた。
PVは、小さい町並みに嵐がいるという設定で、その小さい町を散策するという内容になっている。監督は、井上哲央。
PVはアルバム『いざッ、Now』〈初回生産限定盤〉の特典DVDにて初めてソフト化された。その後発売された『5×5 THE BEST SELECTION OF 2002←2004』〈初回生産限定盤〉、『5×10 All the BEST! CLIPS 1999-2009』、『5×20 All the BEST!! CLIPS 1999-2019』にも、PVが収録されている。
テレビ朝日系『ミュージックステーション』で披露されたときは、Aメロ部分を二宮和也が一人で歌い（CD音源では櫻井と二宮）、Bメロ部分を櫻井と前半は相葉雅紀、後半は松本潤が歌った（CD音源では相葉と松本）。
2009年に開催された全国ツアー「ARASHI Anniversary Tour 5×10」では櫻井がソロで歌った。

## 収録曲
1. とまどいながら [4:16]
作詞・作曲・編曲：オオヤギヒロオ
  - 櫻井翔主演 日本テレビ系土曜ドラマ『よい子の味方 〜新米保育士物語〜』主題歌
2. 冬のニオイ [5:14]
作詞・作曲：girls talk、編曲：石塚知生
3. 君がいいんだ [5:10]
作詞：戸沢暢美、Rap詞：SHOW、作曲：清水昭男、編曲：h-wonder
4. コイゴコロ [5:01]
作詞・作曲：SILAS LEE、編曲：安部潤
  - フジテレビ系『第34回 春の高校バレー』テーマソング
5. とまどいながら（オリジナル・カラオケ）
6. 冬のニオイ（オリジナル・カラオケ）
曲終了後、シークレットトークを収録。
7. 君がいいんだ（オリジナル・カラオケ）
8. コイゴコロ（オリジナル・カラオケ）

## 収録アルバム
- How's it going?（#1）
  - アルバムバージョンを収録。
- 5×5 THE BEST SELECTION OF 2002←2004（#1, 2）
- 5×10 All the BEST! 1999-2009（#1）
- ウラ嵐マニア（#2 - 4）
- 5×20 All the BEST!! 1999-2019（#1）
- ウラ嵐BEST 1999-2007（#2 - 4）

## 映像作品
とまどいながら
- How's it going? SUMMER CONCERT 2003
- 2004 嵐!いざッ、Now Tour!!
- ARASHI AROUND ASIA 2008 in TOKYO
- ARASHI Anniversary Tour 5×10